# Gunnarstorps IF

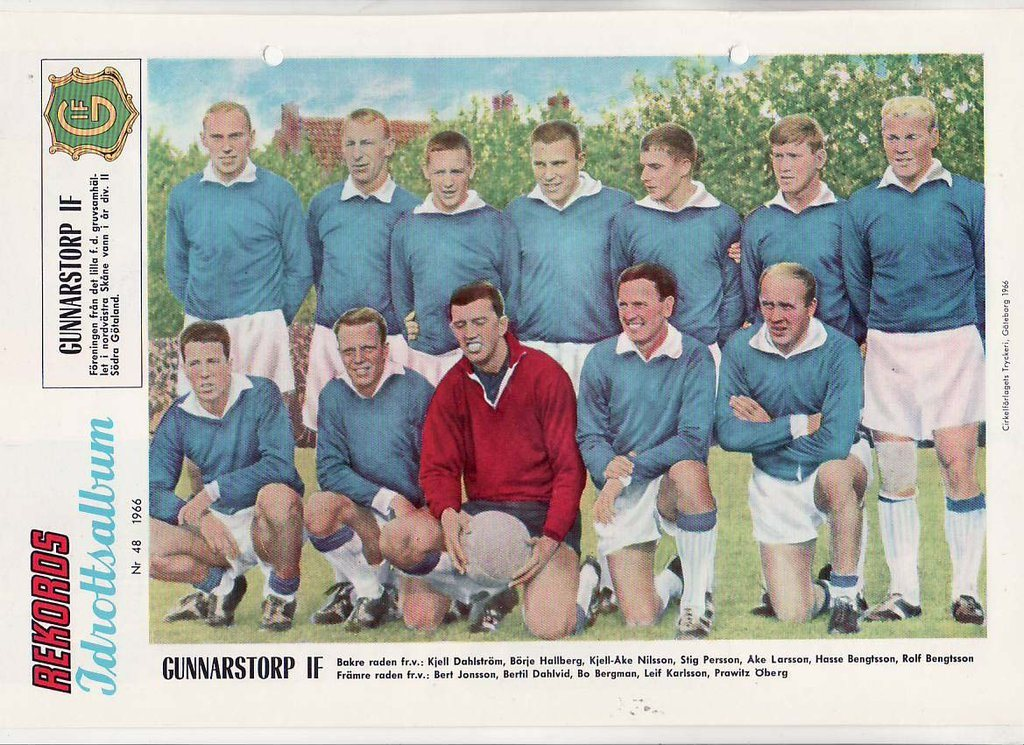
Gunnarstorp während der Blütezeit 1966.

Gunnarstorps Idrottsförening ist ein schwedischer Fußballverein aus Gunnarstorp in der Gemeinde Bjuv. Die Mannschaft spielte zeitweilig in der zweiten Liga und scheiterte 1966 nur knapp in der Aufstiegsrunde zur Allsvenskan. Derzeit tritt der Klub in der achtklassigen Division VI Skåne Nordvästra an.

## Geschichte
Gunnarstorps IF wurde am 11. März 1927 gegründet. Ab 1931 nahm die Fußballmannschaft am Ligabetrieb teil, spielte jedoch zunächst nur unterklassig. 1953 gelang erstmals der Aufstieg in die dritte Liga. Als Vorletzter der Division III Södra Götaland stieg man direkt wieder ab. Jedoch erfolgte die direkte Rückkehr und als Staffelsieger gelang sogar der Durchmarsch in die zweitklassige Division II Östra Götaland. Hier hatte die Mannschaft allerdings keine Chance und mit nur drei Saisonsiegen stieg Gunnarstorps IF direkt wieder ab.
1959 gelang Gunnarstorps IF der abermalige Aufstieg in die Division II Östra Götaland. Als Tabellenneunter mit zwei Punkten Vorsprung auf den von Höganäs BK belegten Abstiegsplatz konnte dieses Mals die Klasse gehalten werden, ehe ein Jahr später der Klub seinem Ruf als Fahrstuhlmannschaft erneut gerecht wurde und zusammen mit IF Saab und Hässleholms IF abermals in die dritte Liga abstieg. Hier gelang auf Anhieb mit der Drittligameisterschaft die erneute Rückkehr in die Zweitklassigkeit. Dieses Mal konnte sich die Mannschaft etablieren und verpasste 1964 als Vizemeister hinter Halmstads BK nur knapp die Aufstiegsrunde zur Allsvenskan. Zwei Jahre später wurde die Mannschaft Staffelsieger vor IFK Malmö und traf in der Aufstiegsrunde auf IF Saab, Hammarby IF und IFK Holmsund. Nach einem 1:1-Unentschieden gegen Hammarby IF und einer 0:2-Niederlage gegen IFK Holmsund lag die Mannschaft noch aussichtsreich im Rennen. Bei einem Sieg gegen den Tabellenletzten IF Saab würde nur ein Unentschieden der beiden anderen Mannschaften den Aufstieg verhindern. Doch genau dieser Fall trat ein; während IF Saab mit einem 7:0-Erfolg deklassiert wurde, trennte sich die Konkurrenz 1:1-Unentschieden. Damit stiegen Hammarby IF und  IFK Holmsund in die Allsvenskan auf.
Als Tabellenelfter stieg Gunnarstorps IF im Folgejahr aus der zweiten Liga ab und verpasste als Tabellendritter 1968 den direkten Wiederaufstieg. 1970 gelang die Drittligameisterschaft und damit der erneute Aufstieg in die zweite Liga. Mit nur vier Saisonsiegen konnte die Mannschaft dort die Klasse nicht halten. Auch in der dritten Liga ging es schrittweise bergab und 1974 stürzte die Mannschaft in die vierte Liga ab. 1977 meldete sich der Klub noch einmal eine Spielzeit in der dritten Liga zurück, konnte aber die Klasse erneut nicht halten. 1982 erfolgte der Abstieg aus der vierten Liga und damit verabschiedete sich der Klub aus dem höherklassigen schwedischen Fußball.